# Proceso de Haber

Diagrama del proceso de Haber-Bosch.

En química, el proceso de Haber o proceso de Haber - Bosch  es la reacción de nitrógeno e hidrógeno gaseosos para producir amoniaco. La importancia de la reacción radica en la dificultad de producir amoniaco a un nivel industrial.
Alrededor del 78,1% del aire que nos rodea es nitrógeno molecular, N2. El elemento como molécula diatómica gaseosa es muy estable y relativamente inerte debido al enlace triple que mantiene los dos átomos fuertemente unidos. No fue sino hasta los primeros años del siglo XX cuando este proceso fue desarrollado para obtener nitrógeno del aire y producir amoniaco, que al oxidarse forma nitritos y nitratos. Estos son esenciales en los ácido nítrico (HNO3) y fertilizantes  (ejemplo: nitrato de amonio (NH4NO3)).
Como la reacción natural es muy lenta, se acelera con un catalizador de hierro (Fe3+) y óxidos de aluminio (Al2O3) y potasio (K2O) permitiendo que el equilibrio se alcance con mayor rapidez. Los factores que aumentan el rendimiento, al desplazar el equilibrio de la reacción hacia los productos (Principio de Le Châtelier), son las condiciones de alta presión (150-300 atmósferas) y altas temperaturas (200-300 °C), resultando en un rendimiento del 10-20%.
ΔH representa la variación de energía , también llamado entalpía, y equivale a -46,2 kJ/mol. Al ser negativa, libera calor, por lo que la reacción es exotérmica.

## Historia
En 1910, Carl Bosch comercializó el proceso y aseguró aún más patentes. Haber y Bosch fueron galardonados con el Nobel de Química en 1918 y 1931 respectivamente, por sus trabajos y desarrollos en la aplicación de la tecnología en altas presiones y temperaturas. El amoniaco fue producido utilizando el proceso Haber (a un nivel industrial) durante la Primera Guerra Mundial para la fabricación de nitratos y la obtención a partir de ello de explosivos. De esta forma Alemania pudo prescindir del nitrato procedente de Chile, cuyo suministro estaba bloqueado  por los británicos.

## Aspectos económicos y ambientales
El proceso Haber produce más de 100 millones de toneladas de fertilizante de nitrógeno al año. El 8,27% del consumo total de energía mundial en un año se destina a este proceso. Los fertilizantes que se obtienen son responsables tanto del sustento de más de un tercio de la población mundial debido a que la extracción de nutrientes del suelo por parte de la agricultura y ganadería es cuantiosa y por ende deben ser repuestos de manera artificial, aunque el mal uso de los fertilizantes producen numerosos problemas ambientales por la erosión y el escurrimiento de nutrientes a napas y cuerpos de agua siendo el más emblemático la eutrofización.

## El impacto ambiental
Solo el 17% del amoniaco usado como fertilizante es consumido por los humanos a través de la comida. El resto acaba en la tierra o en el aire. Las emisiones en ausencia de interferencia humana son de 0,5 kg por hectárea y año. La agricultura moderna ha multiplicado por 20 esta cifra, lo que ha provocado la alteración del ciclo natural del nitrógeno aunque su impacto global aún no es muy conocido.
Hay dos problemas directamente relacionados con el amoniaco. Uno es el de la eutrofización de las aguas. Los nitratos acaban en mares y ríos, las algas y bacterias con exceso de nutrientes, acaban con el oxígeno que necesitan otras especies. Por otro lado, el nitrógeno reactivo está alterando el equilibrio atmosférico, enriqueciendo el ozono de la troposfera y reduciendo el de la estratosfera. Eso sí, el amoniaco tiene el efecto positivo de la captura de CO2 en selvas y bosques debido a la mayor presencia de nitrógeno en el aire.